# Travis Fimmel
Travis Fimmel, né le 15 juillet 1979 à Echuca, dans l'État de Victoria, est un acteur australien.
Après s'être fait remarquer en tant que mannequin à l'occasion d'une campagne publicitaire pour Calvin Klein, il abandonne cette carrière pour devenir acteur. Il apparaît dans quelques longs métrages et tient l'un des premiers rôles de la série télévisée The Beast, rapidement annulée, avant de connaître la célébrité en interprétant le rôle de Ragnar Lothbrok, protagoniste de la série Vikings.

## Biographie

### Jeunesse et mannequinat
Travis Fimmel est le plus jeune des trois fils de Chris et Jennie Fimmel. Il grandit dans la ferme qu'exploite son père près d'Echuca, en Australie. Voulant devenir joueur professionnel de football australien, il part pour Melbourne à l'âge de 18 ans afin d'intégrer l'équipe du St Kilda Football Club, tout en étudiant l'architecture à l'Institut royal de technologie de Melbourne. Mais il se casse la jambe en 1998, ce qui met fin à sa carrière sportive. Il est repéré peu après par l'agence de mannequinat Chadwick et apparaît dans quelques publicités.
Mettant fin à ses études pour voyager, il part pour Londres où il travaille comme barman pendant deux ans. Voulant découvrir les États-Unis, il part ensuite pour Los Angeles et devient mannequin pour l'agence LA Models. Il apparaît dans des clips musicaux de Janet Jackson et Jennifer Lopez, puis est engagé par Calvin Klein en 2001 pour poser comme modèle pour une campagne publicitaire qui le rend célèbre.

### Carrière d'acteur
Souhaitant devenir acteur, Travis Fimmel abandonne alors sa carrière de mannequin et, avec l'argent qu'il a gagné, se paie des cours d'art dramatique avec Ivana Chubbuck. Il obtient en 2003 le premier rôle dans la série télévisée Jane et Tarzan, qui est annulée au bout de huit épisodes. Il tourne ensuite deux pilotes qui ne sont pas retenus avant d'apparaître en 2008 dans son premier long métrage, le thriller psychologique Ravenswood. Il y incarne l'un des trois rôles principaux, celui d'un tueur drogué qui, avec sa petite amie, s'en prennent à un homme agoraphobe, et le retiennent en otage dans sa maison.
En 2009, il donne la réplique à Patrick Swayze dans une toute nouvelle série policière de la chaîne américaine A&E, The Beast. Il y joue un jeune agent du FBI spécialisé dans l'infiltration. La série est toutefois annulée au bout d'une saison en raison de chiffres d'audience médiocres et surtout de l'état de santé de Patrick Swayze, dont c'est le dernier rôle.
En 2010, il joue dans plusieurs films, remplaçant notamment au pied levé Elijah Wood dans The Experiment, remake d'un film allemand dans lequel il joue un gardien brutal. Il tient ensuite notamment l'un des rôles principaux de la comédie d'action The Baytown Outlaws (2012).
Il acquiert la célébrité en tant qu'acteur en 2013, en obtenant le rôle principal de la série Vikings, diffusée sur History Channel, celui du chef viking Ragnar Lothbrok. La série connaît le succès commercial et critique, alors que l'interprétation de Fimmel est remarquée,.
En 2016, alors que la série Vikings entame sa quatrième saison, Travis Fimmel tient l'un des rôles principaux du film Warcraft : Le Commencement, l'adaptation de la série de jeux vidéo du même nom.
Il incarne également un personnage dans le jeu vidéo Call of Duty: Black Ops III.
En 2019, on annonce qu'il jouera dans le prochain film de John McTiernan, Tau Ceti Four, aux côtés d'Uma Thurman.

## Filmographie

### Cinéma
- 2008 : Ravenswood : Ron
- 2008 : Surfer, Dude : Johnny Doran
- 2010 : Ivory : Jake
- 2010 : Needle : Marcus Rutherford
- 2010 : The Experiment : Helweg
- 2010 : Pure Country 2: The Gift : Dale Jordan
- 2011 : Supremacy : Garrett Tully (Court-métrage)
- 2012 : Harodim : Lazarus Fell
- 2012 : The Baytown Outlaws : McQueen Oodie
- 2015 : Maggie a un plan : Guy
- 2016 : Warcraft : Le Commencement : Anduin Lothar
- 2017 : La Route sauvage (Lean on Pete) de Andrew Haigh : Ray
- 2017 : Inversion : Rôle inconnu
- 2019 : Finding Steve McQueen : Harry Barber
- 2019 : Danger Close: The Battle of Long Tan : Major Harry Smith
- 2019 : Dreamland : George Evans
- 2020 : Tau Ceti Four de John McTiernan
- 2021 : Die in a Gunfight de Collin Schiffli
- 2021 : Zone 414 de Andrew Baird : Marlon Veidt
- 2022 : Delia's gone de Robert Budreau : Stacker cole
- 2023 : Kandahar de Ric Roman Waugh
- 2023 : Fool's Paradise de Charlie Day
- 2024 : Rust de Joel Souza

### Séries télévisées
- 2003 : Jane et Tarzan : John Clayton / Tarzan
- 2009-2010 : The Beast : Ellis Dove / Carlson
- 2010 : Chase : Mason Boyle (Saison 1, épisode 1 et 8)
- 2012 : Black Box : Ted
- 2013-2017 : Vikings : Ragnar Lothbrok
- 2020 : Raised by Wolves : Marcus
- 2020 : 50 states of fright : Dave  (Saison 1, épisode 1,2 et 3)[13]
- 2022 : That Dirty Black Bag : James Anderson
- 2023 : Black Snow : James Cormack
- 2024 : Dune: Prophecy : Desmond Hart
- 2024 : Le Garçon et l'Univers (Boy Swallows Universe) : Lyle Orlik[14]

### Téléfilms
- 2006 : Southern Comfort : Bobby
- 2012 : Outlaw Country : Feron

### Court-Métrage
- 2011 : Supremacy : Garrett Tully

## Voix francophones
En France, Alexis Victor est la voix régulière de Travis Fimmel.
En France
| - Alexis Victor dans : - The Beast (série télévisée) - Gangsters (en) (téléfilm) - The Baytown Outlaws - Vikings (série télévisée) - Warcraft : Le Commencement - Dreamland - Die in a Gunfight (en) - Zone 414 (en) - That Dirty Black Bag (en) (série télévisée) - One Way - Black Snow (en) (série télévisée) - C*A*P*T*I*F*S (en) (série télévisée) - Le Garçon et l'Univers (mini-série) - Dune: Prophecy (série télévisée) | Et aussi - Sébastien Desjours dans Jane et Tarzan (mini-série) - Denis Laustriat dans The Experiment - Pierre Lognay dans Raised by Wolves (série télévisée) - Nicolas Matthys dans Kandahar |